# Françoise Adnet
Françoise Adnet (Parigi, 30 giugno 1924 – Parigi, 9 marzo 2014) è stata una pittrice francese.

## Biografia
Figlia di Jacques Adnet, conosciuta a sua volta come grande decoratrice e designer, nasce a Montmartre nel 1924. A quattro anni inizia a studiare pianoforte apprendendo dai suoi insegnanti Marguerite Long e Alfred Cortot. A dodici anni, si esibisce per la prima volta come solista a Berlino. Dopo un riscontro positivo da parte del pubblico, prosegue la sua carriera come pianista, che la conduce in molti palchi in Europa. Nonostante il successo, le sue vere passioni restano il disegno e la pittura.
È fortemente influenzata da personalità come Bernard Buffet, Jean Jansem e dal suo amico Francis Gruber. Si propone come pittrice della reazione figurativa (contraria all'astrazione) associata al movimento "misérabiliste" che riunisce, tra gli altri, Bernard Buffet, Jansem e persino Michel de Gallard.
L’8 ottobre 1951 sposa l'editore Max Fourny, nonostante la disapprovazione dei suoi genitori a causa della loro differenza d’età, col quale fonda un museo di arte naïf. Il matrimonio durerà fino al 1991, anno della morte di Fourny.

## Principali distinzioni
- Gran Premio della Biennale di Bruges.
- Medaglia d'argento della città di Parigi.
- Premio Gemmail per l'arte sacra.
- Primo premio Eural di disegno.
- Premio Europa per la pittura contemporanea.
- Gran Premio per la pittura di artisti francesi.
- Premio Sandoz, Taylor Foundation, Parigi.

## Opere

### Illustrazioni di libri
- Bonjour tristesse, Françoise Sagan
- La grive, Henri Troyat
- Tendre Élisabeth, Henri Troyat
- L’Éxilée, Pearl Buck
- Grand hotel, Vicky Baum
- Les Caves du Vatican, André Gide
- Les Amours de Psyché, La Fontaine
- La Maison de papier, Françoise Mallet Joris
- Lève-toi et marche, Hervé Bazin
- L’Histoire de France par les chansons

## Museografia
- Museo di arte moderna della città di Parigi
- Museo Cantini, Marsiglia
- Museo di Boston
- Museo di Houston